# Cops and Robbers
Cops and Robbers (conocida en Francia como Braquage de sang) es una película de acción y thriller de 2017, dirigida por Scott Windhauser, que a su vez la escribió y protagonizada por Michael Jai White, Quinton 'Rampage' Jackson y Tom Berenger, entre otros. El filme fue realizado por Badhouse Studios Mexico y Parkside Pictures, se estrenó el 12 de diciembre de 2017.

## Sinopsis
En un asalto a un banco toman rehenes, un intermediario tiene que encontrar la manera de salvar a todos, pero los delincuentes trataran de humillarlo y fugarse de ahí sin que quede nadie con vida.